# Valdeolivas
Valdeolivas – gmina w Hiszpanii, w prowincji Cuenca, w Kastylii-La Mancha, o powierzchni 46,05 km². W 2011 roku gmina liczyła 250 mieszkańców.